# Новый (Крымский район)
Новый — хутор в Крымском районе Краснодарского края России. Входит в состав Киевского сельского поселения.

## География
Расположен в юго-западной части региона, в пределах Прикубанской наклонной равнины, у реки Русская.
На 2018 год на хуторе улиц и переулков не числится.
Высота центра селения над уровнем моря — 97 м

## Население
| 1999 | 2002 | 2010 |
| ---- | ---- | ---- |
| 9    | ↘8   | ↘7   |

## Инфраструктура
Личное подсобное хозяйство.

## Транспорт
Просёлочные дороги. 